# Château du Broutel
Le château du Broutel, son lac et son parc sont situés sur le territoire de la commune de Rue, dans le département de la Somme.
Éléments protégés aux Monuments Historiques : les façades et toitures, le salon décoré de peintures murales, la chambre Louis XV décorée de peintures à fresques du XVIIIe siècle, le sol de l'ancien jardin et l'allée d'arbres menant au château (inscription par arrêté du 12 septembre 1969).

## Historique
Par application du traité d'Aix-la-Chapelle, la démolition de la citadelle de Rue eut lieu peu après 1668. Les matériaux récupérés furent affectés à la construction du château, en brique et pierre.
Datant d'avant 1714, l'édifice a été élevé sur environ 16 hectares. Il était destiné à Jean-Baptiste Loisel, un des principaux officiers de cavalerie de Louis XIV, qui mourut avant la fin des travaux.
Jean Loisel Le Gaucher propriétaire du château, élève de Joseph Vernet, décora lui-même le salon de fresques et peignit vers 1760 les grands panneaux qui décorent le salon du château d'Arry.
Le bâtiment a été restauré en 1824, après quelques dommages à la Révolution, en particulier à la toiture.
La deuxième armée allemande y a établi son quartier général régional pendant la Seconde Guerre mondiale. Des inscriptions gravées sur le pourtour en pierre de certaines fenêtres (swatiska, entre autres) témoignent de l'occupation allemande.
Le château a longtemps appartenu à la famille Hautefeuille. Acheté par la famille Lasorne en 1974, il fait l'objet d'une première restauration. Il devient ensuite la propriété de Lionel Leroy (ancien directeur et fils du fondateur des établissements Leroy Merlin) qui souhaitait en faire sa résidence privée à la campagne. La valorisation du château et son état d'entretien actuel datent de cette époque.
Dans les années 1990, l'édifice a été converti en hôtel et les impressionnantes écuries du XVIIIe siècle ont fait l'objet de travaux de rénovation.
À la fin du XXe siècle, le château a été vendu à une société britannique, Globebrow, qui a poursuivi les travaux sur les dépendances et les abords.

## Description
Le château et ses écuries sont dans un parc boisé de sept hectares entourant un lac privé.

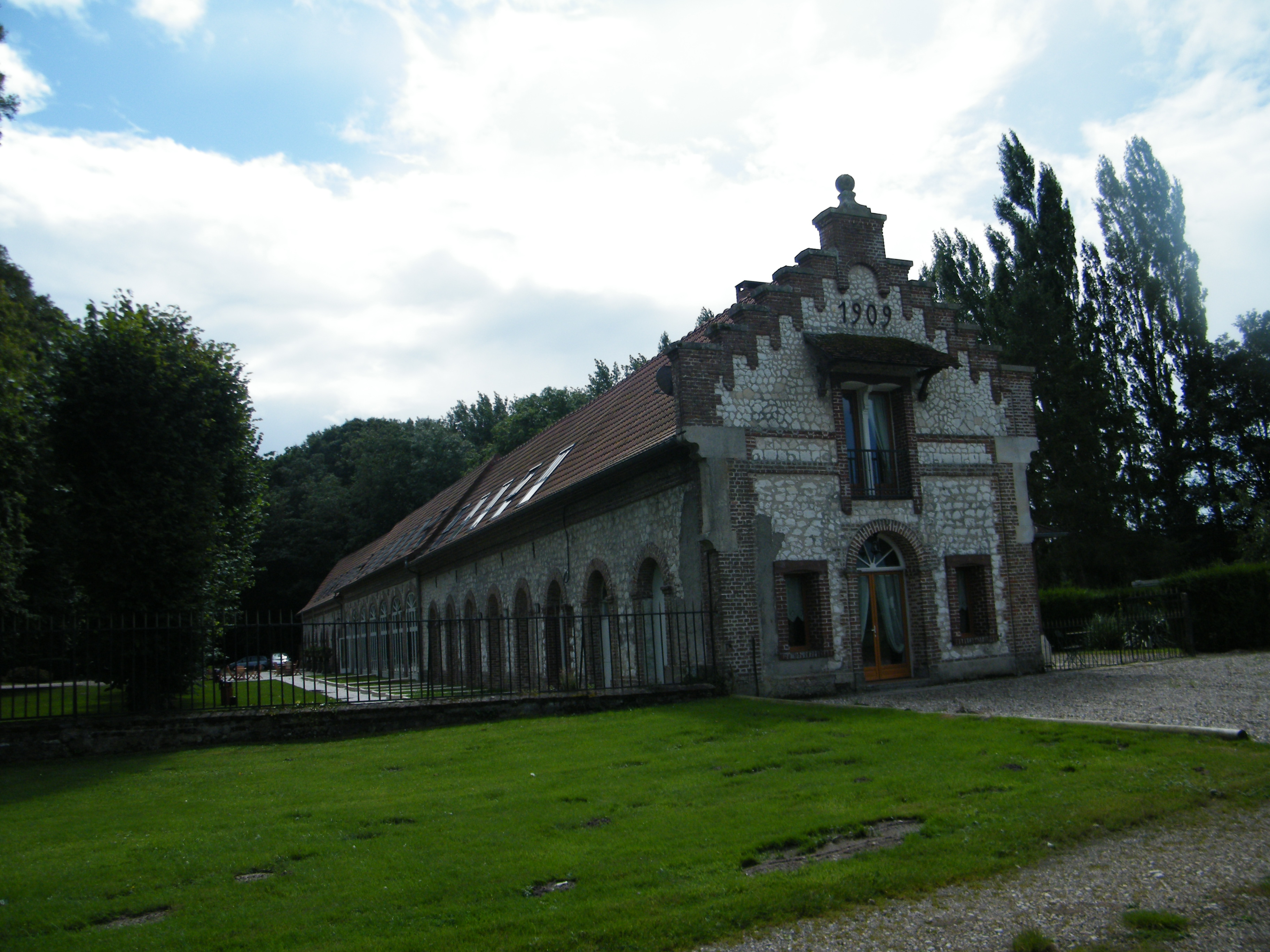
Dépendances, à droite de l'entrée du château.
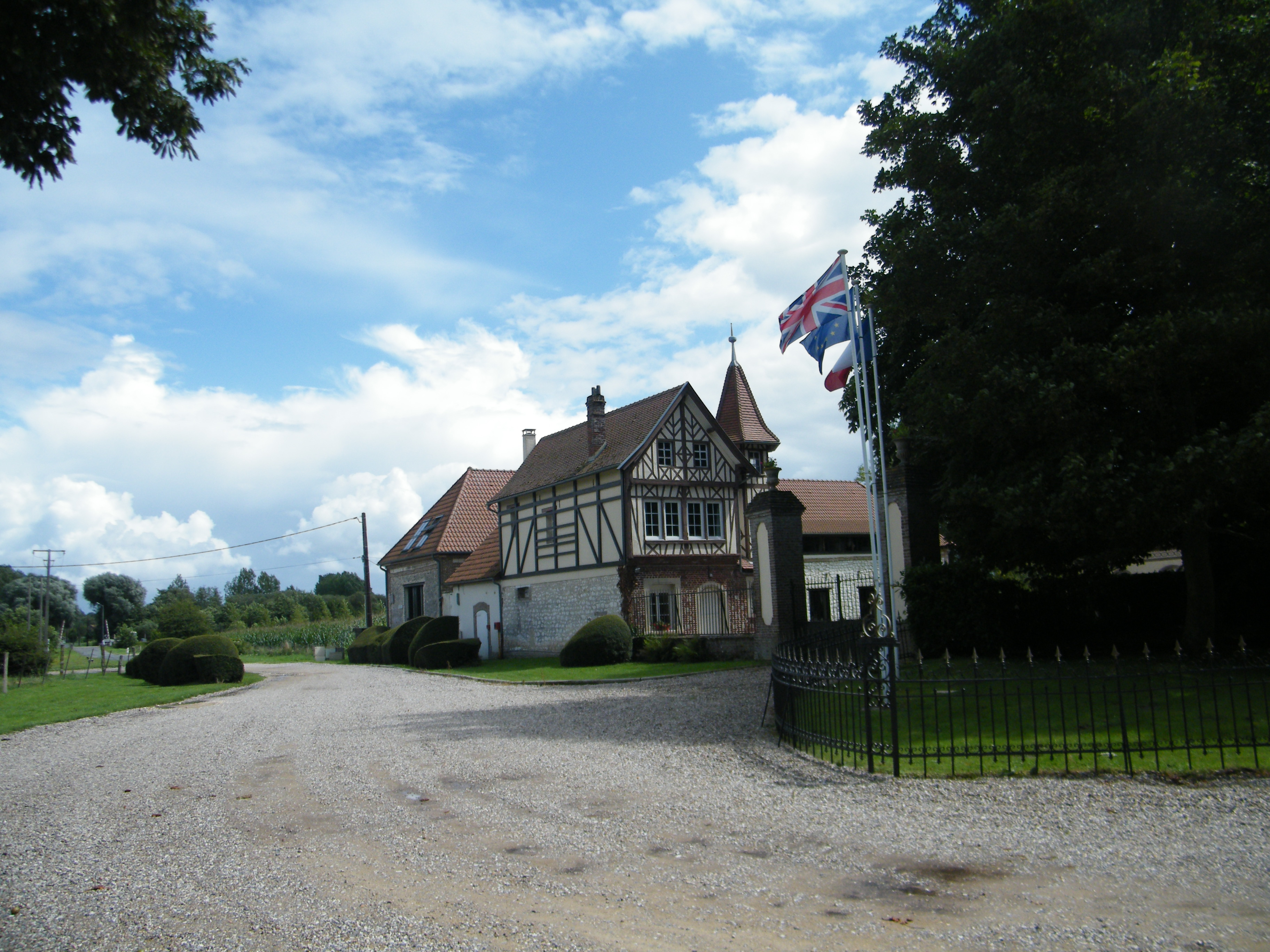
Dépendances, à gauche.
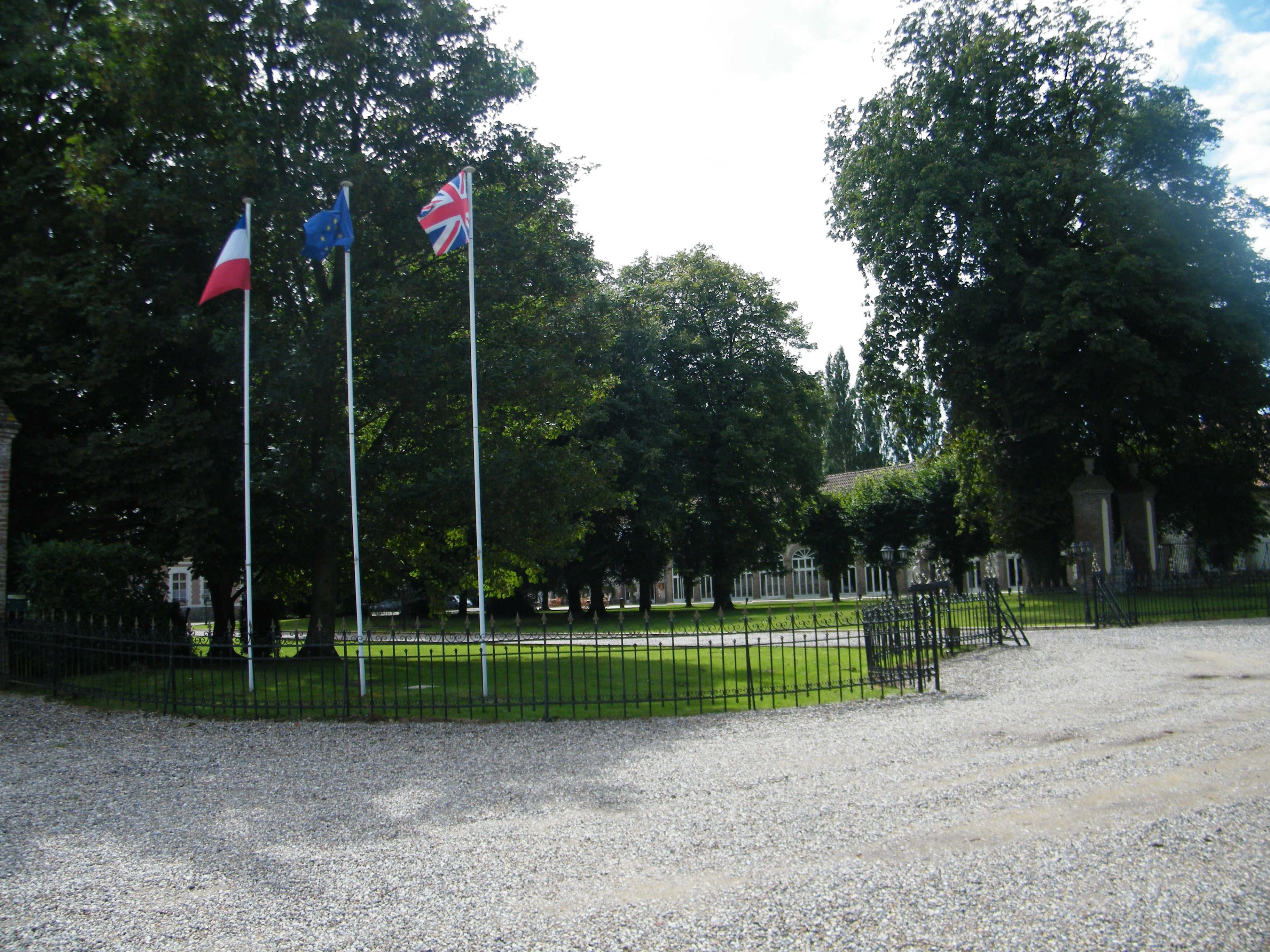
Entrée du parc en façade.

## Utilisation actuelle
C'est aujourd'hui un hôtel trois étoiles qui sert également de centre résidentiel pour des enfants britanniques sous le nom de Château Aventure.